# Saint-Saturnin (Puy-de-Dôme)
Pour les articles homonymes, voir Saint-Saturnin.
Saint-Saturnin est une commune française, située dans le département du Puy-de-Dôme, en région Auvergne-Rhône-Alpes. Elle fait partie de l'aire d'attraction de Clermont-Ferrand.

## Géographie

### Localisation
La commune de Saint-Saturnin est située dans l'aire d'attraction de Clermont-Ferrand, à 15 km au sud de Clermont-Ferrand, dans la vallée de la rivière Monne qui, plus bas, se jette dans la Veyre.
Sept communes sont limitrophes de Saint-Saturnin :
| Saint-Genès-Champanelle | Chanonat       | Saint-Amant-Tallende |
| Aydat                   | Saint-Saturnin |                      |
| Cournols                | Olloix         | Saint-Sandoux        |

### Voies de communication et transports
Le territoire communal est traversé par les routes départementales 8 (reliant la RD 213 à l'ouest à Saint-Amant-Tallende en passant par le village d'Issac et le bourg), 28 (reliant le bourg à Champeix en direction du sud), 28a (desservant l'abbaye Notre-Dame de Randol sur la commune limitrophe de Cournols), 96 (reliant le bourg à Chadrat et à Nadaillat sur la commune voisine de Saint-Genès-Champanelle), 119 (vers Olloix) et 213 (axe reliant Aydat à l'autoroute A75 en direction de Clermont-Ferrand).

### Climat
Pour des articles plus généraux, voir Climat d'Auvergne-Rhône-Alpes et Climat du Puy-de-Dôme.
En 2010, le climat de la commune est de type climat des marges montargnardes, selon une étude du Centre national de la recherche scientifique s'appuyant sur une série de données couvrant la période 1971-2000. En 2020, Météo-France publie une typologie des climats de la France métropolitaine dans laquelle la commune est exposée à un climat de montagne ou de marges de montagne et est dans la région climatique Nord-est du Massif Central, caractérisée par une pluviométrie annuelle de 800 à 1 200 mm, bien répartie dans l’année.
Pour la période 1971-2000, la température annuelle moyenne est de 10,3 °C, avec une amplitude thermique annuelle de 16,5 °C. Le cumul annuel moyen de précipitations est de 751 mm, avec 9 jours de précipitations en janvier et 6,8 jours en juillet. Pour la période 1991-2020, la température moyenne annuelle observée sur la station météorologique de Météo-France la plus proche, « Plauzat_sapc », sur la commune de Plauzat à 6 km à vol d'oiseau, est de 11,3 °C et le cumul annuel moyen de précipitations est de 606,8 mm,. Pour l'avenir, les paramètres climatiques de la commune estimés pour 2050 selon différents scénarios d'émission de gaz à effet de serre sont consultables sur un site dédié publié par Météo-France en novembre 2022.

## Urbanisme

### Typologie
Au 1er janvier 2024, Saint-Saturnin est catégorisée commune rurale à habitat dispersé, selon la nouvelle grille communale de densité à sept niveaux définie par l'Insee en 2022.
Elle appartient à l'unité urbaine de Saint-Amant-Tallende, une agglomération intra-départementale regroupant trois  communes, dont elle est ville-centre,,. Par ailleurs la commune fait partie de l'aire d'attraction de Clermont-Ferrand, dont elle est une commune de la couronne,. Cette aire, qui regroupe 209 communes, est catégorisée dans les aires de 200 000 à moins de 700 000 habitants,.

### Occupation des sols
L'occupation des sols de la commune, telle qu'elle ressort de la base de données européenne d’occupation biophysique des sols Corine Land Cover (CLC), est marquée par l'importance des territoires agricoles (49,2 % en 2018), en diminution par rapport à 1990 (51,9 %). La répartition détaillée en 2018 est la suivante : forêts (38,4 %), prairies (17,1 %), terres arables (16,7 %), zones agricoles hétérogènes (15,4 %), milieux à végétation arbustive et/ou herbacée (8,9 %), zones urbanisées (3,5 %). L'évolution de l’occupation des sols de la commune et de ses infrastructures peut être observée sur les différentes représentations cartographiques du territoire : la carte de Cassini (XVIIIe siècle), la carte d'état-major (1820-1866) et les cartes ou photos aériennes de l'IGN pour la période actuelle (1950 à aujourd'hui).

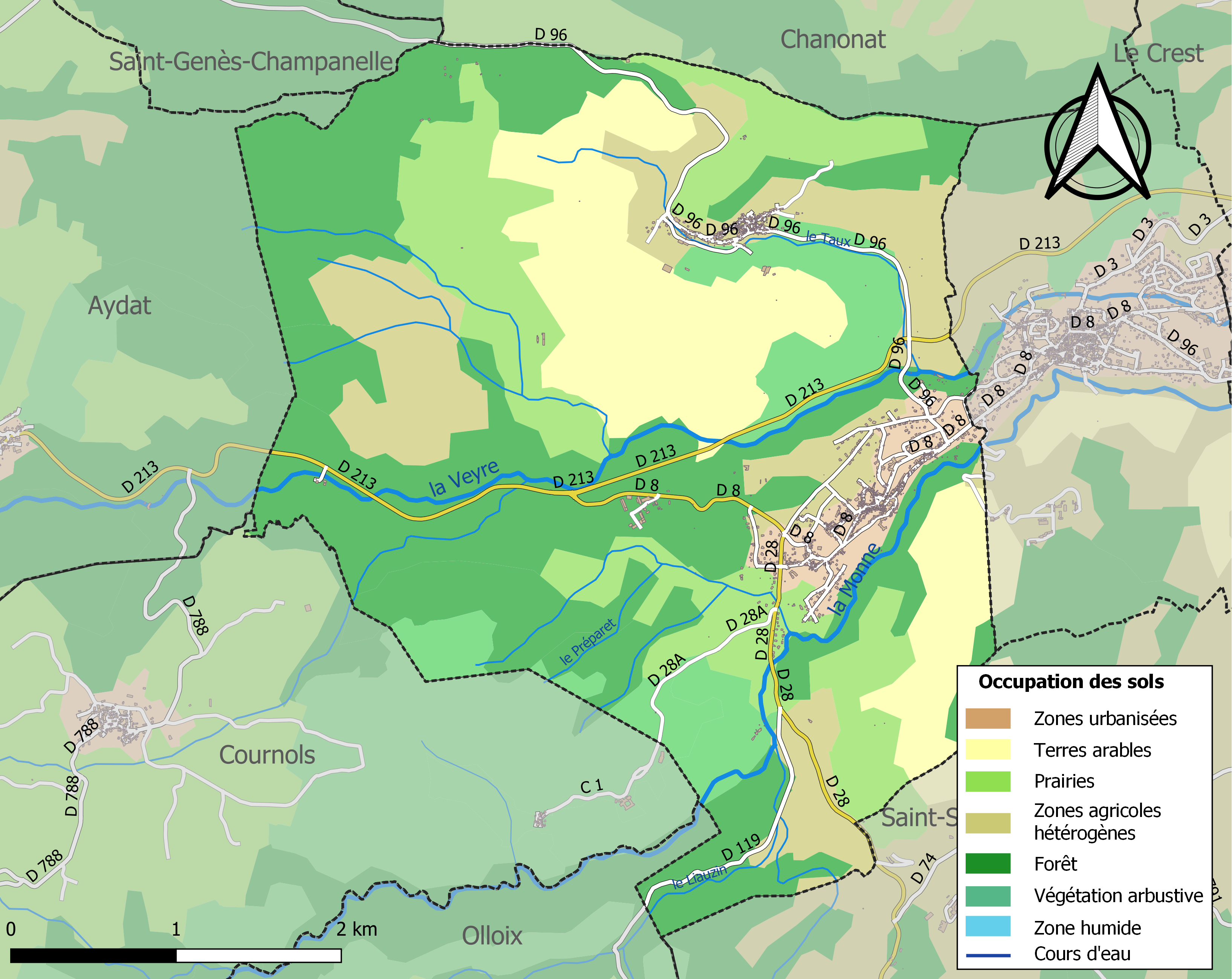
Carte des infrastructures et de l'occupation des sols de la commune en 2018 (CLC).

## Toponymie
Son nom est Sent Sadornin en auvergnat.

## Histoire

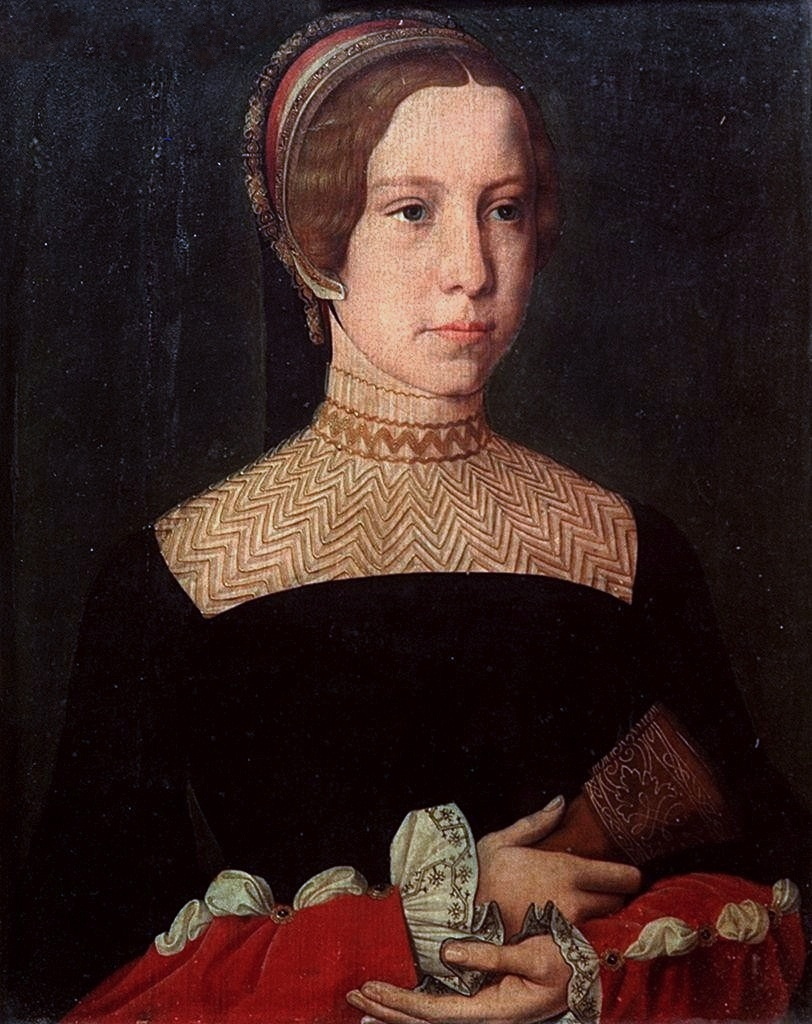
Madeleine de La Tour d'Auvergne, mère de Catherine de Médicis.

Saint-Saturnin fut la résidence des barons de la Tour d'Auvergne, qui devinrent comtes d'Auvergne. C'est de cette famille qu'est issue Catherine de Médicis, fille de Laurent II de Médicis et de Madeleine de la Tour d'Auvergne. Elle devint reine de France après son mariage avec Henri II.

## Politique et administration

### Découpage territorial
La commune de Saint-Saturnin est membre de la communauté de communes Mond'Arverne Communauté, un établissement public de coopération intercommunale (EPCI) à fiscalité propre créé le 1er janvier 2017 siégeant à Veyre-Monton, et par ailleurs membre d'autres groupements intercommunaux. Jusqu'en 2016, elle faisait partie de la communauté de communes Les Cheires.
Sur le plan administratif, elle est rattachée à l'arrondissement de Clermont-Ferrand, à la circonscription administrative de l'État du Puy-de-Dôme et à la région Auvergne-Rhône-Alpes. Jusqu'en mars 2015, la commune faisait partie du canton de Saint-Amant-Tallende.
Sur le plan électoral, elle dépend du canton d'Orcines pour l'élection des conseillers départementaux, depuis le redécoupage cantonal de 2014 entré en vigueur en 2015, et de la troisième circonscription du Puy-de-Dôme pour les élections législatives, depuis le dernier découpage électoral de 2010.

### Élections municipales et communautaires

#### Élections de 2020
Le conseil municipal de Saint-Saturnin, commune de plus de 1 000 habitants, est élu au scrutin proportionnel de liste à deux tours (sans aucune modification possible de la liste), pour un mandat de six ans renouvelable. Compte tenu de la population communale, le nombre de sièges à pourvoir lors des élections municipales de 2020 est de 15. Les quinze conseillers municipaux sont élus au premier tour, le 15 mars 2020, avec un taux de participation de 71,10 %, se répartissant en : douze sièges issus de la liste de Franck Taleb et trois sièges issus de la liste de Christian Pailloux.
Un siège (issu de la liste de Franck Taleb) est attribué à la commune au sein du conseil communautaire de la communauté de communes Mond'Arverne Communauté.

#### Chronologie des maires

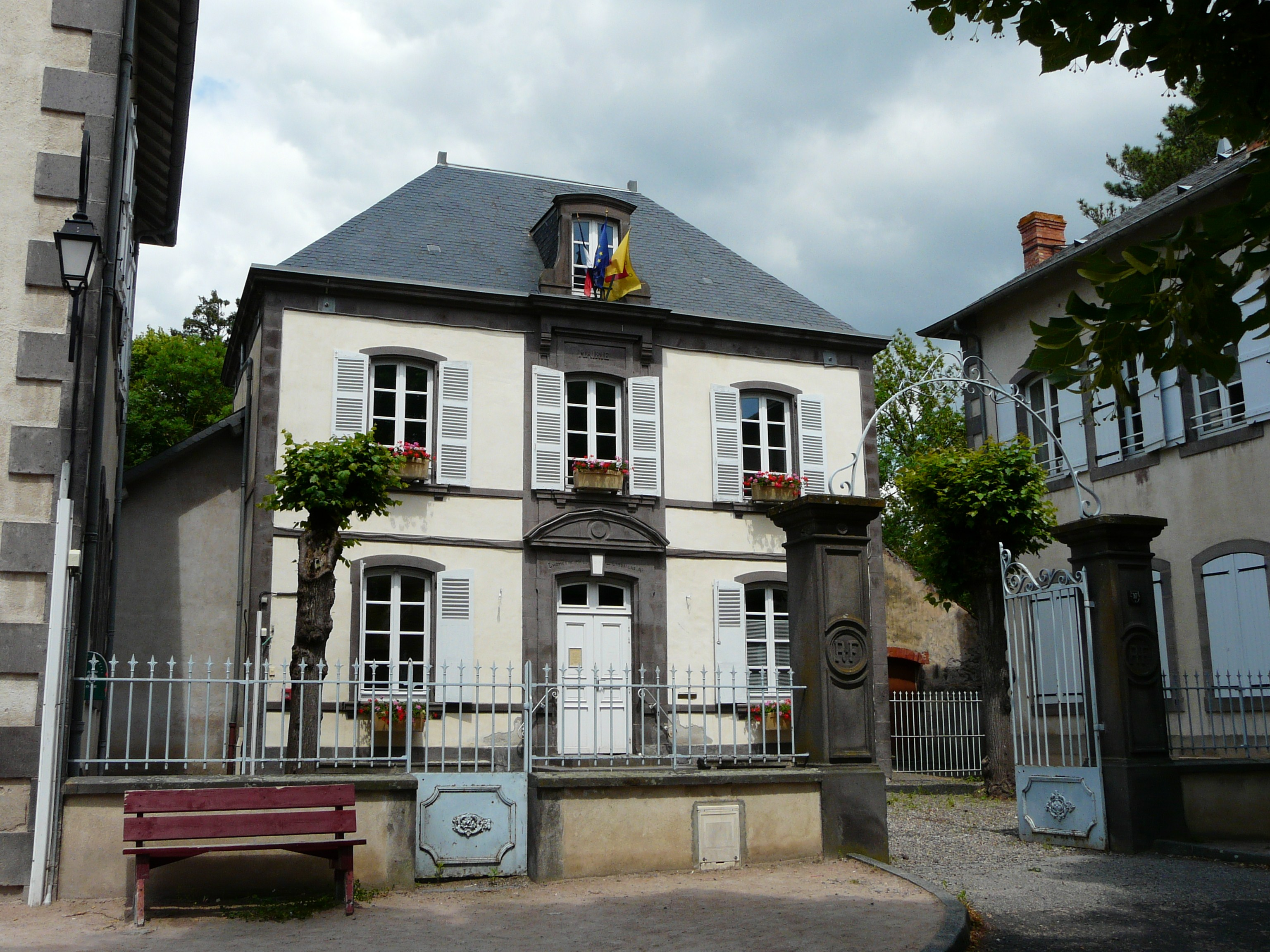
La mairie.

| Période                                  | Période                       | Identité                       | Étiquette | Qualité                    |
| ---------------------------------------- | ----------------------------- | ------------------------------ | --------- | -------------------------- |
| Les données manquantes sont à compléter. |                               |                                |           |                            |
| 1883                                     | 1883                          | Armand Ducros de Saint-Germain |           |                            |
|                                          |                               |                                |           |                            |
| avant 1962                               | ?                             | Gabriel Usclade                | CNIP      | Agent général d'assurances |
|                                          |                               |                                |           |                            |
|                                          | mars 2001                     | Alain Mirande                  |           |                            |
| mars 2001                                | mars 2008                     | Christian Cougoul              |           |                            |
| mars 2008                                | mars 2014                     | Nicole Pau                     |           |                            |
| mars 2014                                | mai 2020                      | Christian Pailloux             |           |                            |
| mai 2020                                 | En cours (au 21 juillet 2021) | Franck Taleb                   |           |                            |

### Jumelages
Saint-Saturnin est jumelée avec Jettenbach, ville située en Bavière, en Allemagne.

## Population et société

### Démographie
L'évolution du nombre d'habitants est connue à travers les recensements de la population effectués dans la commune depuis 1793. Pour les communes de moins de 10 000 habitants, une enquête de recensement portant sur toute la population est réalisée tous les cinq ans, les populations de référence des années intermédiaires étant quant à elles estimées par interpolation ou extrapolation. Pour la commune, le premier recensement exhaustif entrant dans le cadre du nouveau dispositif a été réalisé en 2005.

En 2022, la commune comptait 1 167 habitants, en stagnation par rapport à 2016 (Puy-de-Dôme : +2,1 %, France hors Mayotte : +2,11 %).
| 1793  | 1800  | 1806  | 1821  | 1831  | 1836  | 1841  | 1846  | 1851  |
| ----- | ----- | ----- | ----- | ----- | ----- | ----- | ----- | ----- |
| 1 513 | 1 492 | 1 598 | 1 518 | 1 397 | 1 360 | 1 279 | 1 301 | 1 241 |

| 1856  | 1861  | 1866  | 1872  | 1876  | 1881  | 1886  | 1891  | 1896  |
| ----- | ----- | ----- | ----- | ----- | ----- | ----- | ----- | ----- |
| 1 270 | 1 213 | 1 214 | 1 133 | 1 303 | 1 225 | 1 191 | 1 151 | 1 106 |

| 1901  | 1906 | 1911 | 1921 | 1926 | 1931 | 1936 | 1946 | 1954 |
| ----- | ---- | ---- | ---- | ---- | ---- | ---- | ---- | ---- |
| 1 053 | 921  | 860  | 891  | 889  | 898  | 790  | 730  | 716  |

| 1962 | 1968 | 1975 | 1982 | 1990 | 1999 | 2005  | 2006  | 2010  |
| ---- | ---- | ---- | ---- | ---- | ---- | ----- | ----- | ----- |
| 526  | 606  | 719  | 764  | 788  | 964  | 1 115 | 1 120 | 1 024 |

| 2015  | 2020  | 2022  | - | - | - | - | - | - |
| ----- | ----- | ----- | - | - | - | - | - | - |
| 1 164 | 1 160 | 1 167 | - | - | - | - | - | - |

### Enseignement
Saint-Saturnin dépend de l'académie de Clermont-Ferrand.
Dans l'enseignement public, les élèves commencent leur scolarité à l'école élémentaire publique de la commune. Ils la poursuivent au collège Jean-Rostand des Martres-de-Veyre puis au lycée René-Descartes de Cournon-d'Auvergne.
Il existe un collège privé Saint-Joseph.

## Culture locale et patrimoine

### Lieux et monuments
Le village a fait partie de l'association « Les Plus Beaux Villages de France » de 1989 à 2016, mais n'est plus labellisé à ce jour.

#### Patrimoine civil
- Le château de Saint-Saturnin est une importante forteresse médiévale, construite au XIIIe siècle, remaniée aux XIVe et XVe siècles. Le château est agrémenté d'un jardin à la française. Il est classé depuis 1889 au titre des monuments historiques alors que le mur d'enceinte, les douves et les jardins sont inscrits depuis 1992[31]. Dans l'Armorial d'Auvergne, Forez et Bourbonnais de Guillaume Revel, on peut voir sur le dessin figurant la ville de Saint-Saturnin, que les faubourgs débordent largement des remparts de la ville[32].
- Dans le village, la fontaine du XVIe siècle située entre l'église et le château est classée en 1889 au titre des monuments historiques[33].
- La porte des Boucheries, vestige de l'enceinte médiévale, est inscrite en 1988 au titre des monuments historiques[34].
- Dans la rue de la Boucherie, une maison du XVe siècle avec tourelle est également inscrite depuis 1988[35].
- Un ancien logis seigneurial du XVe siècle situé rue des Nobles est inscrit depuis 1992 pour sa tour d'escalier, ses façades et ses toitures[36].
- Répartis dans plusieurs lieux-dits de la commune (le Breuil, Issac, Lachat, Lassalas, les Quatre Chemins et las Rasas), six pigeonniers, dont cinq avec toit en lauzes, sont inscrits depuis 1978[37].

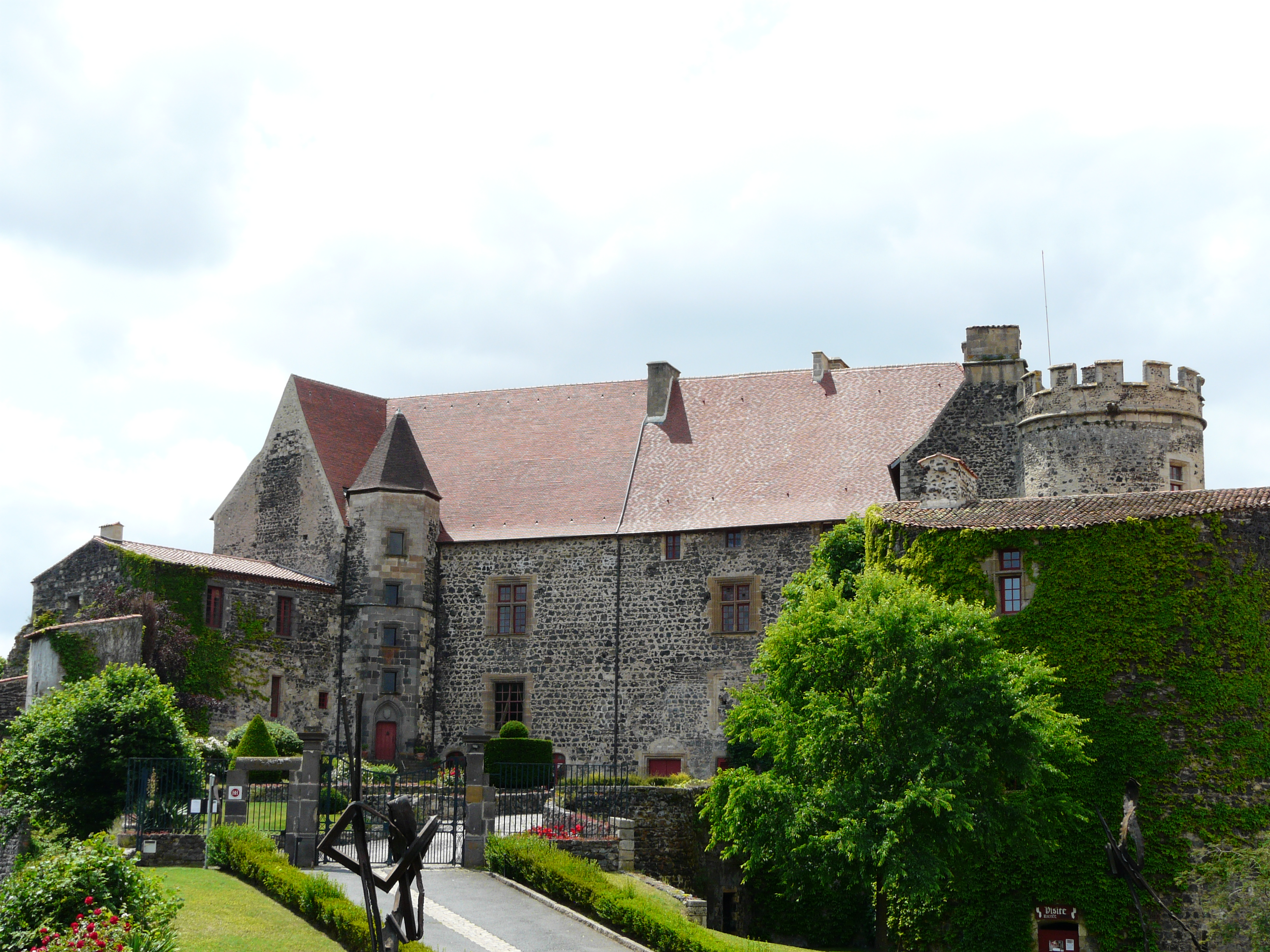
Le château.
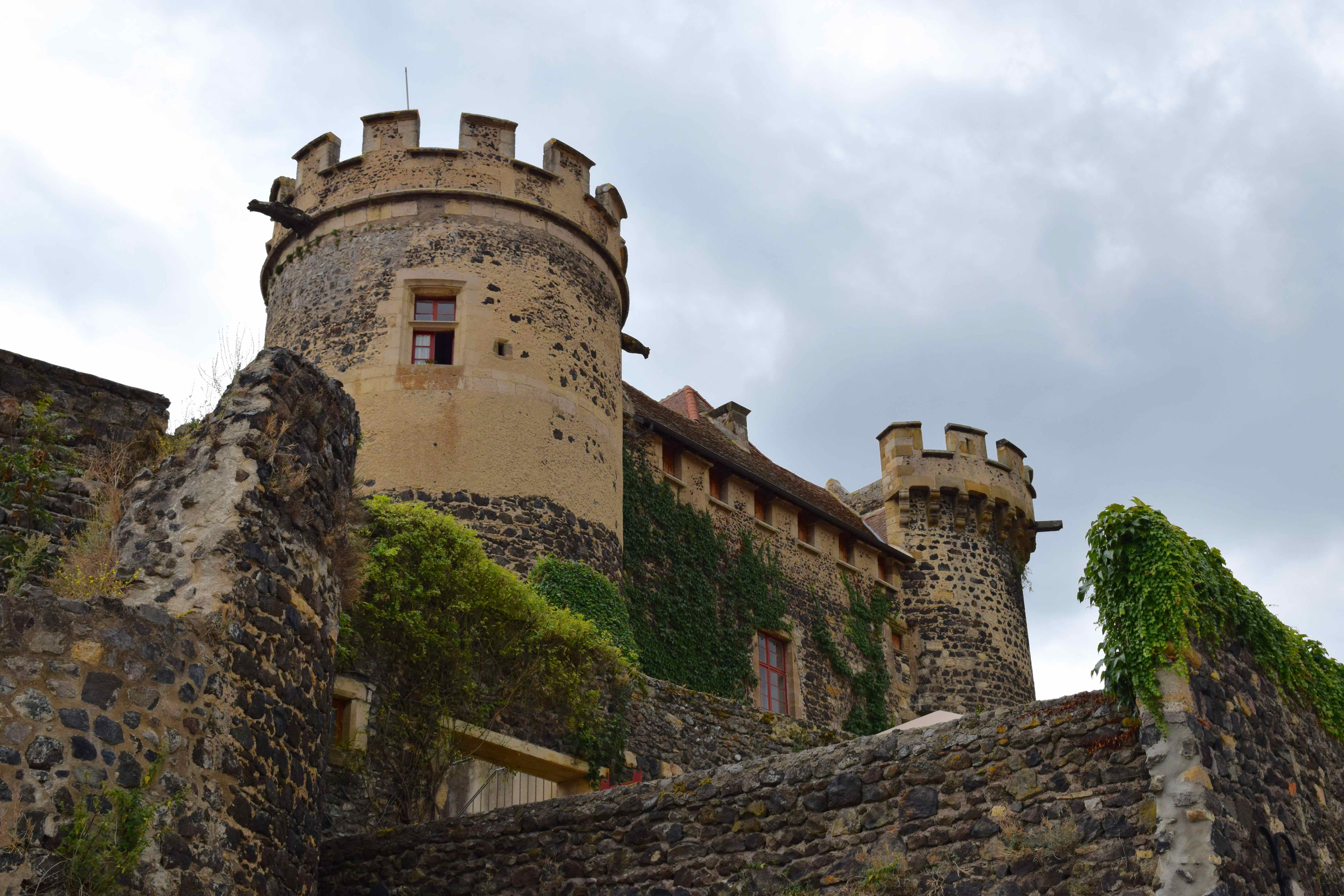
Vue ouest du château.
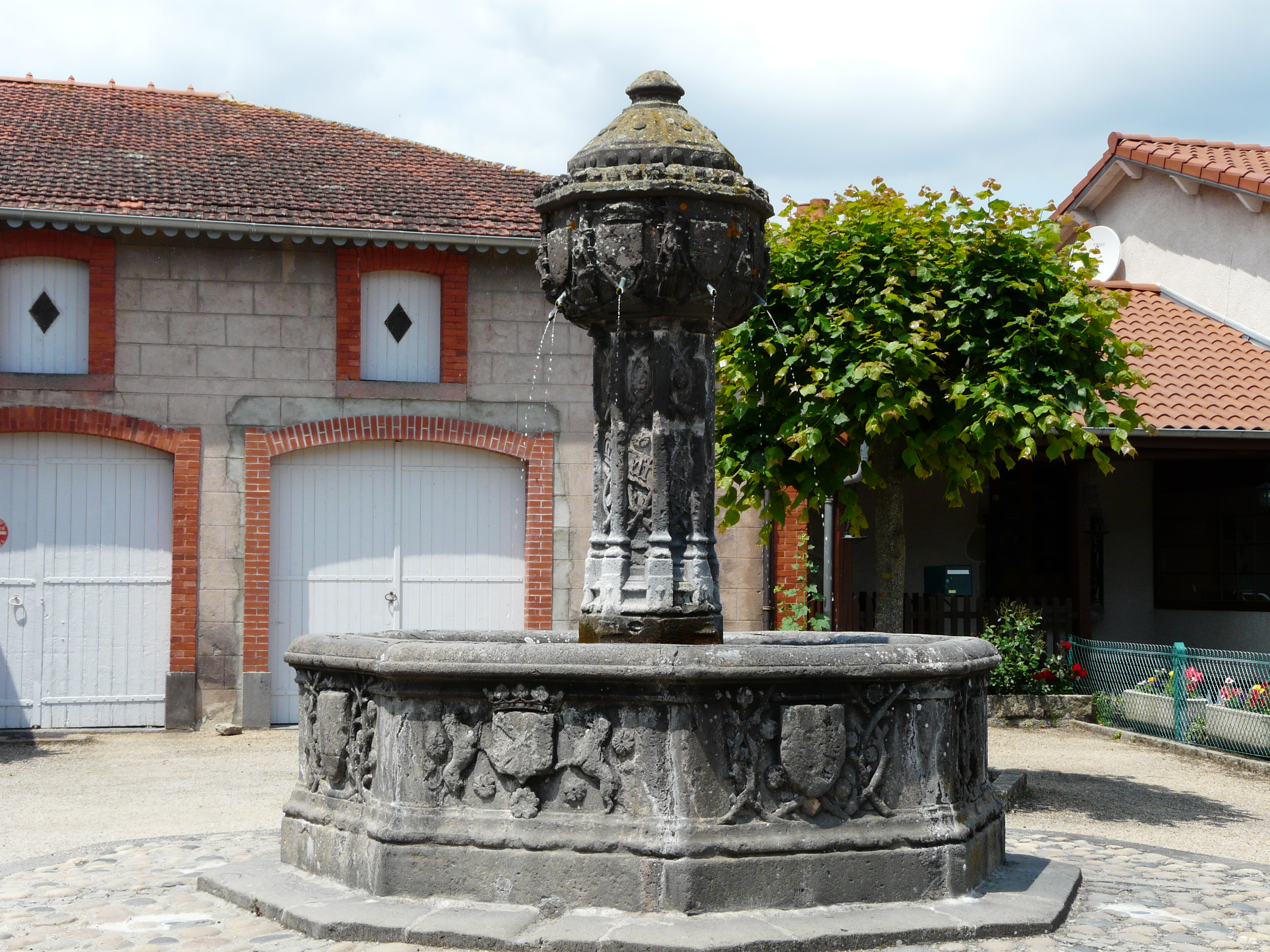
La fontaine du XVIe siècle.
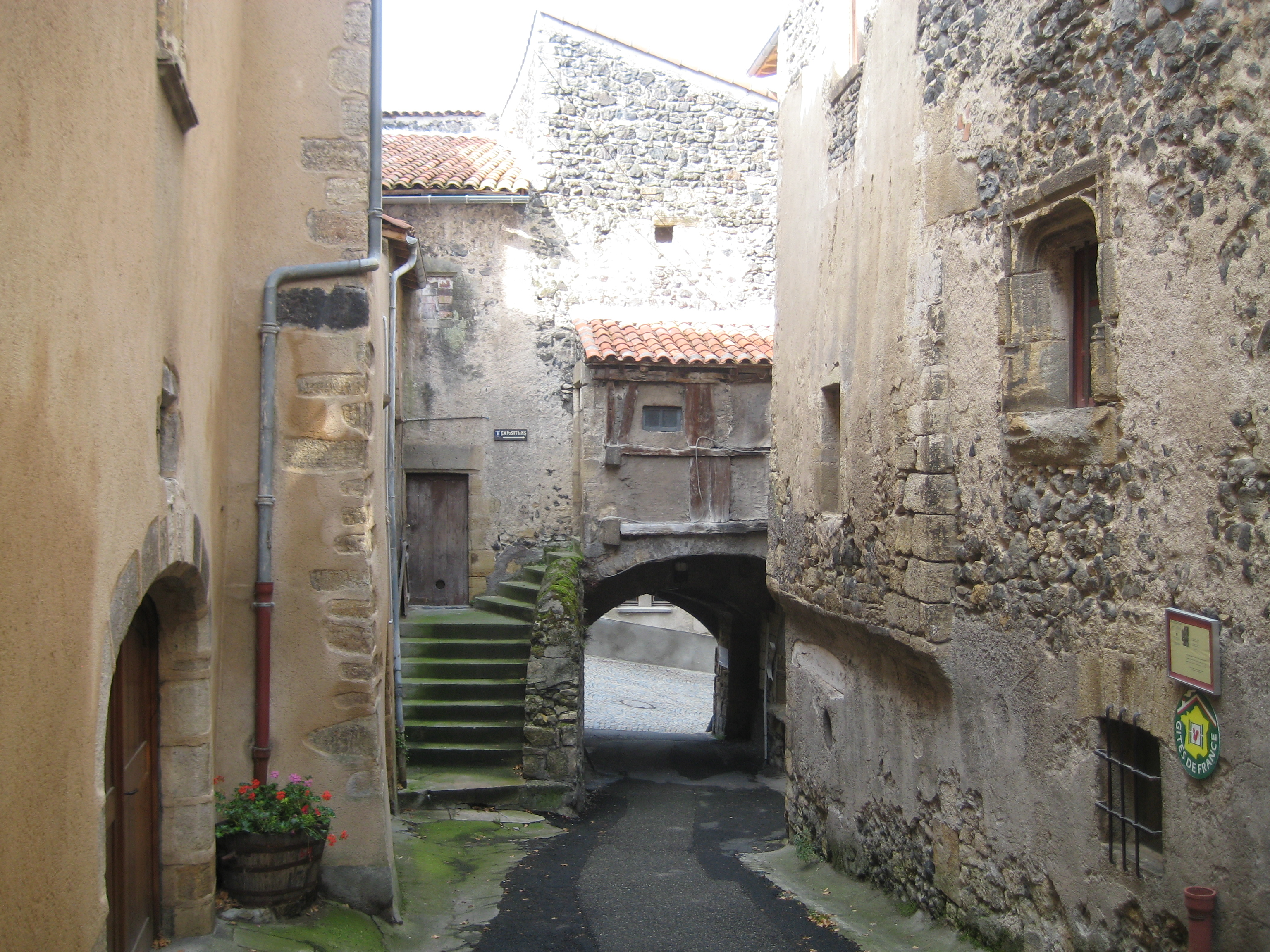
La porte des Boucheries.
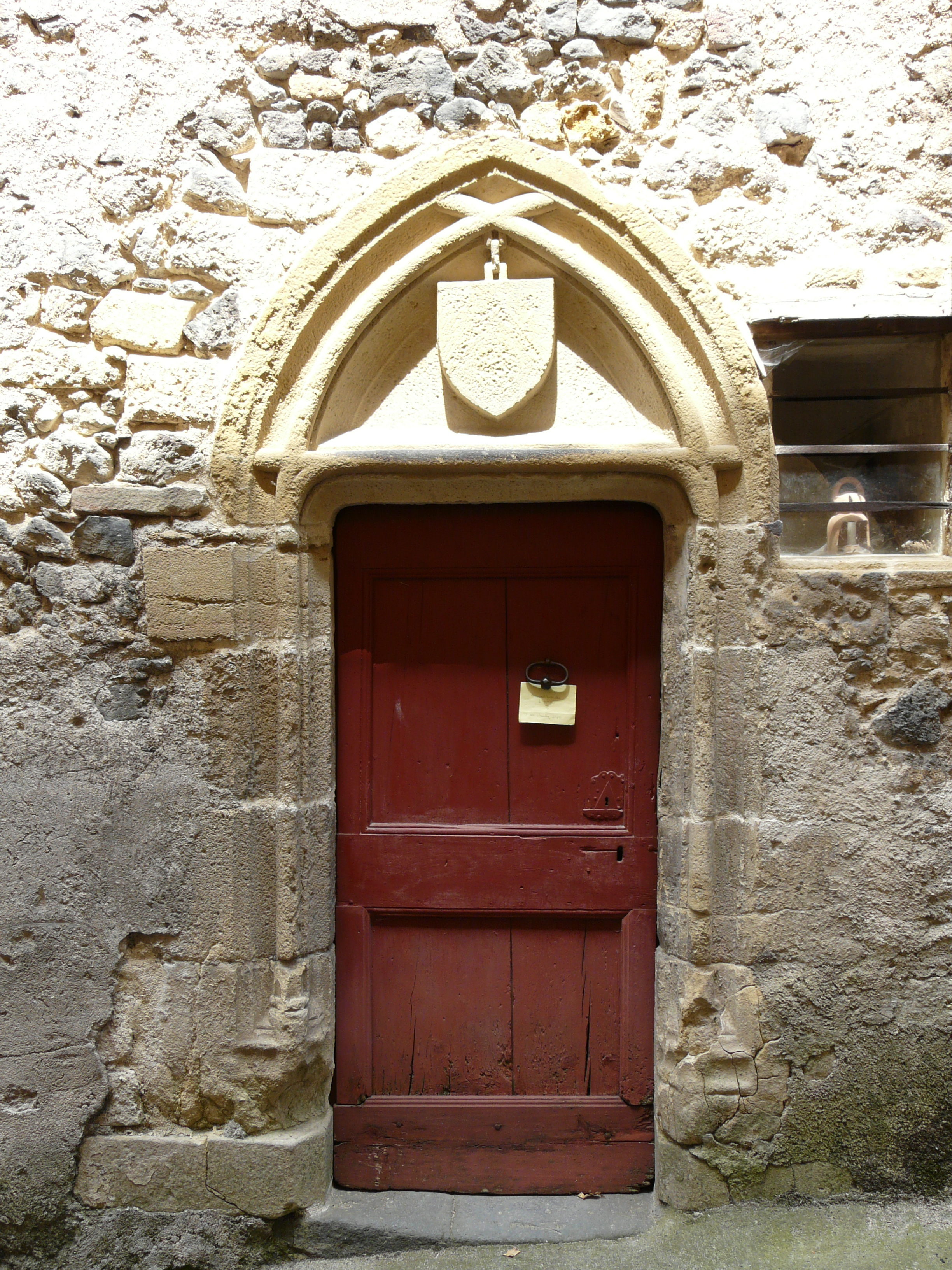
Porte d'une maison du XVe siècle.
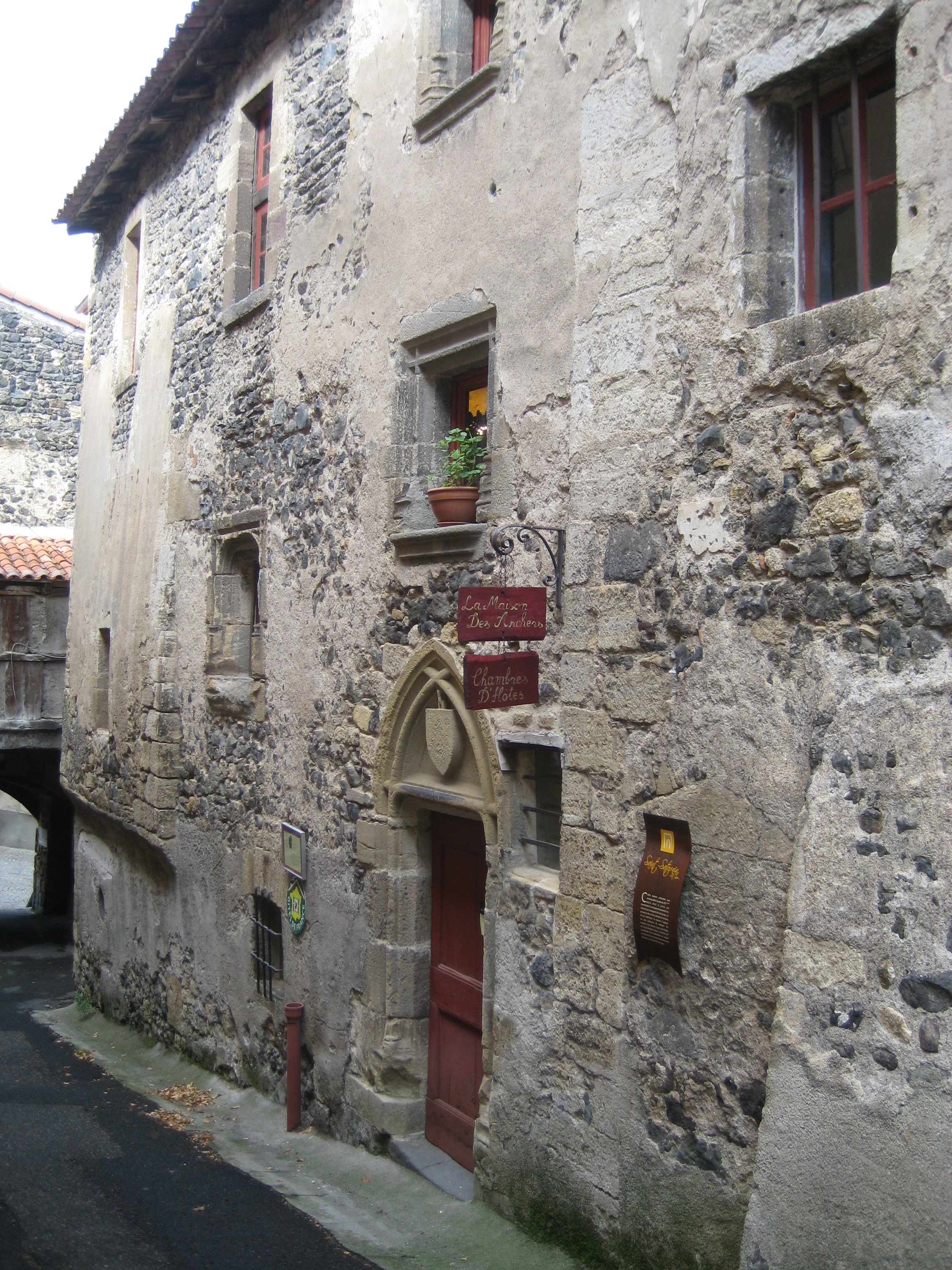
Maison du XVe siècle rue des boucheries.
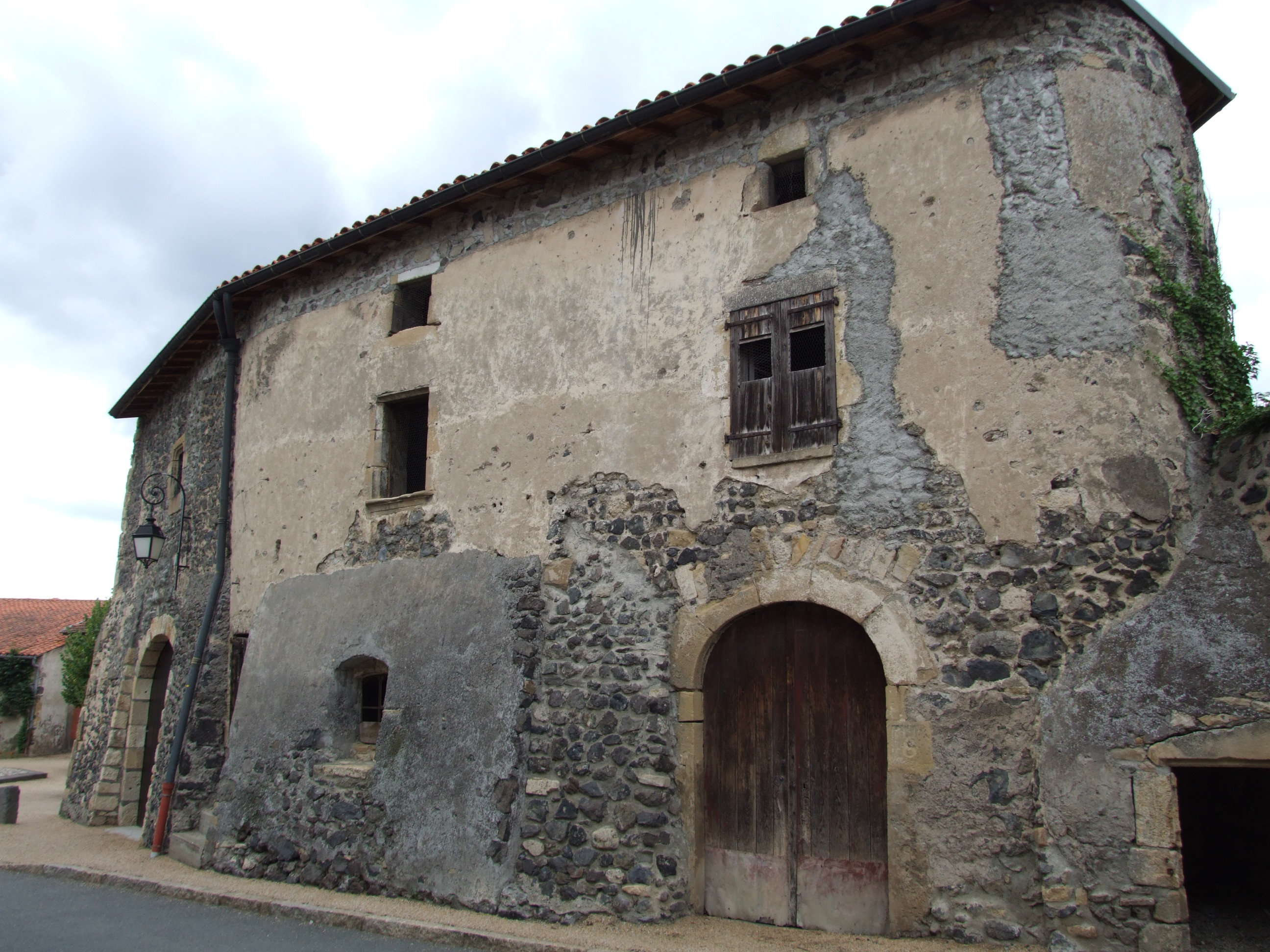
Maison ancienne rue de la Madeleine.
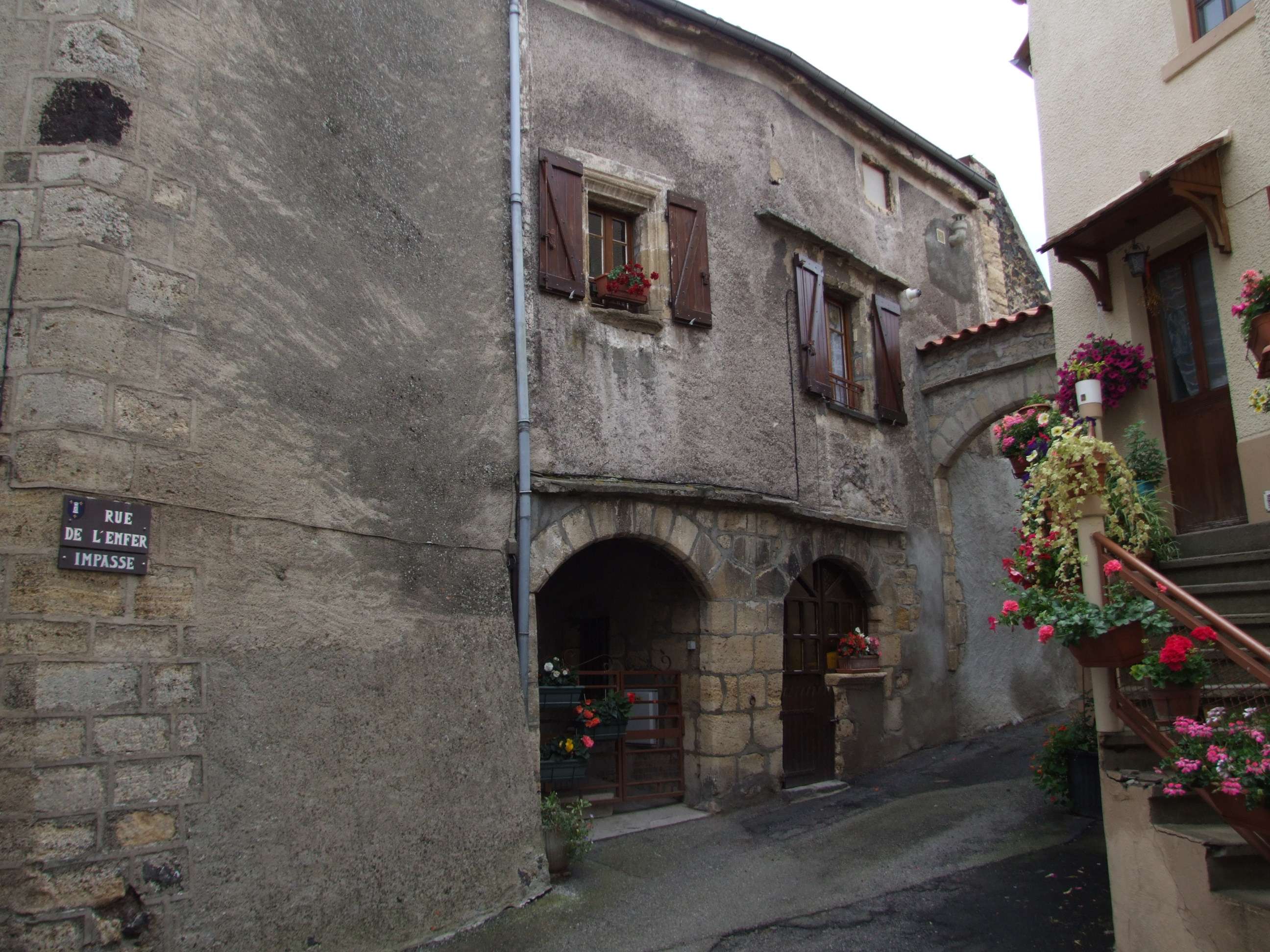
Rue de l'Enfer.

#### Patrimoine religieux
L'église Notre-Dame de Saint-Saturnin fait partie des cinq églises dites « majeures » d'Auvergne avec :
- la basilique Notre-Dame-du-Port à Clermont-Ferrand ;
- la basilique Notre-Dame d'Orcival ;
- l'église Saint-Austremoine d'Issoire ;
- l'église de Saint-Nectaire.

Datant du XIIe siècle, elle est construite en arkose blonde de Montpeyroux et en lave de Volvic, ce qui lui donne un aspect polychrome. Les chapiteaux sont sculptés dans la lave. Son clocher, l'un des mieux conservés d'Auvergne, est octogonal. Elle est classée en 1862 au titre des monuments historiques.
Dans le sanctuaire, au rond-point des colonnes, son maître-autel est classé au titre des monuments historiques en 1875.
- Juste à côté de l'église, la chapelle Sainte-Magdeleine, romane du XIIe siècle, ainsi que la porte du cimetière attenant, sont classées en 1929 au titre des monuments historiques[40].
- L'église de Chadrat.
- La chapelle Sainte-Anne de Chadrat.
- Une croix de chemin du XVIe siècle, en lave, est classée en 1910 au titre des monuments historiques[41]. Une autre croix en lave du XVIIe siècle est implantée place du Marché[42].

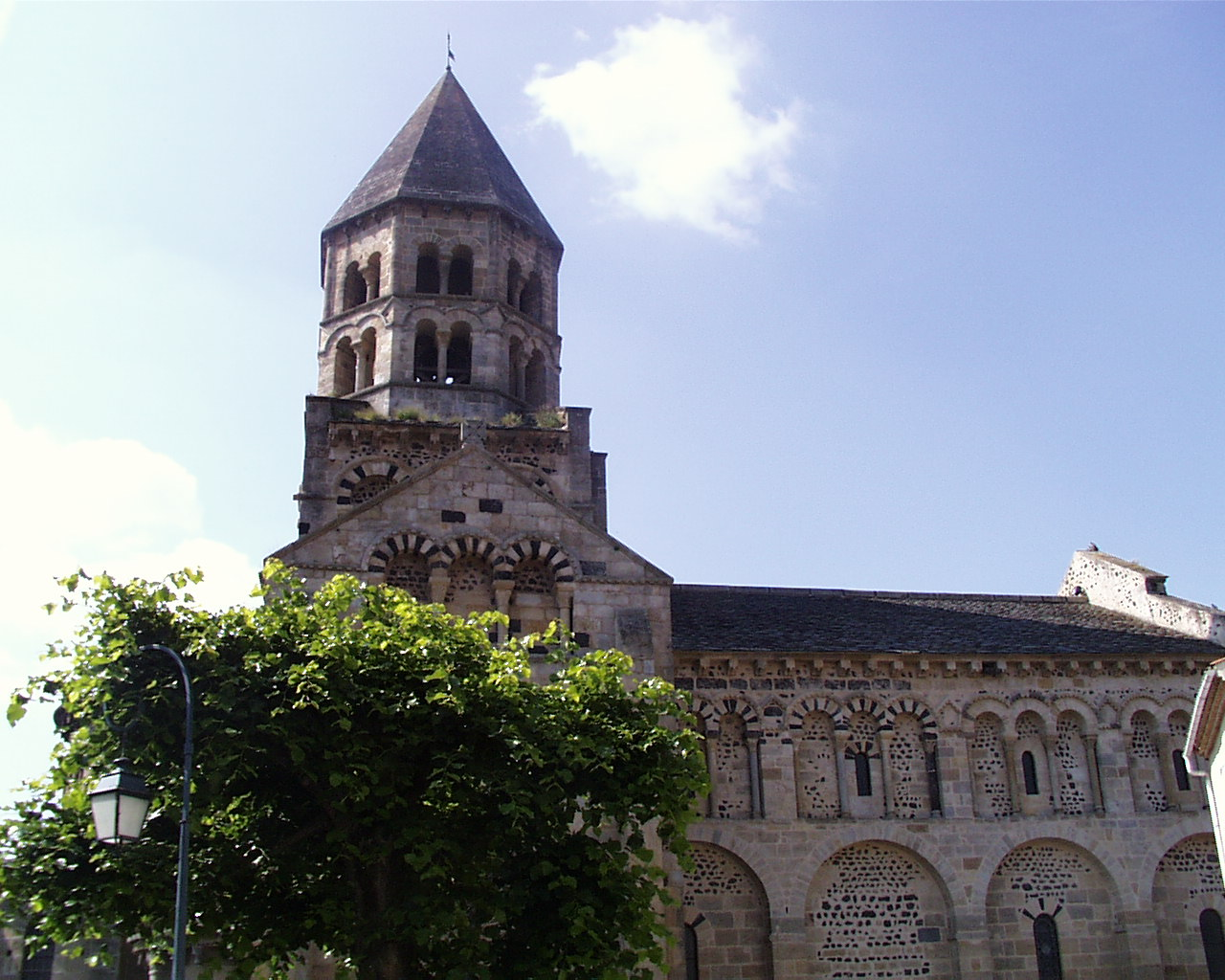
L'église Notre-Dame de Saint-Saturnin.
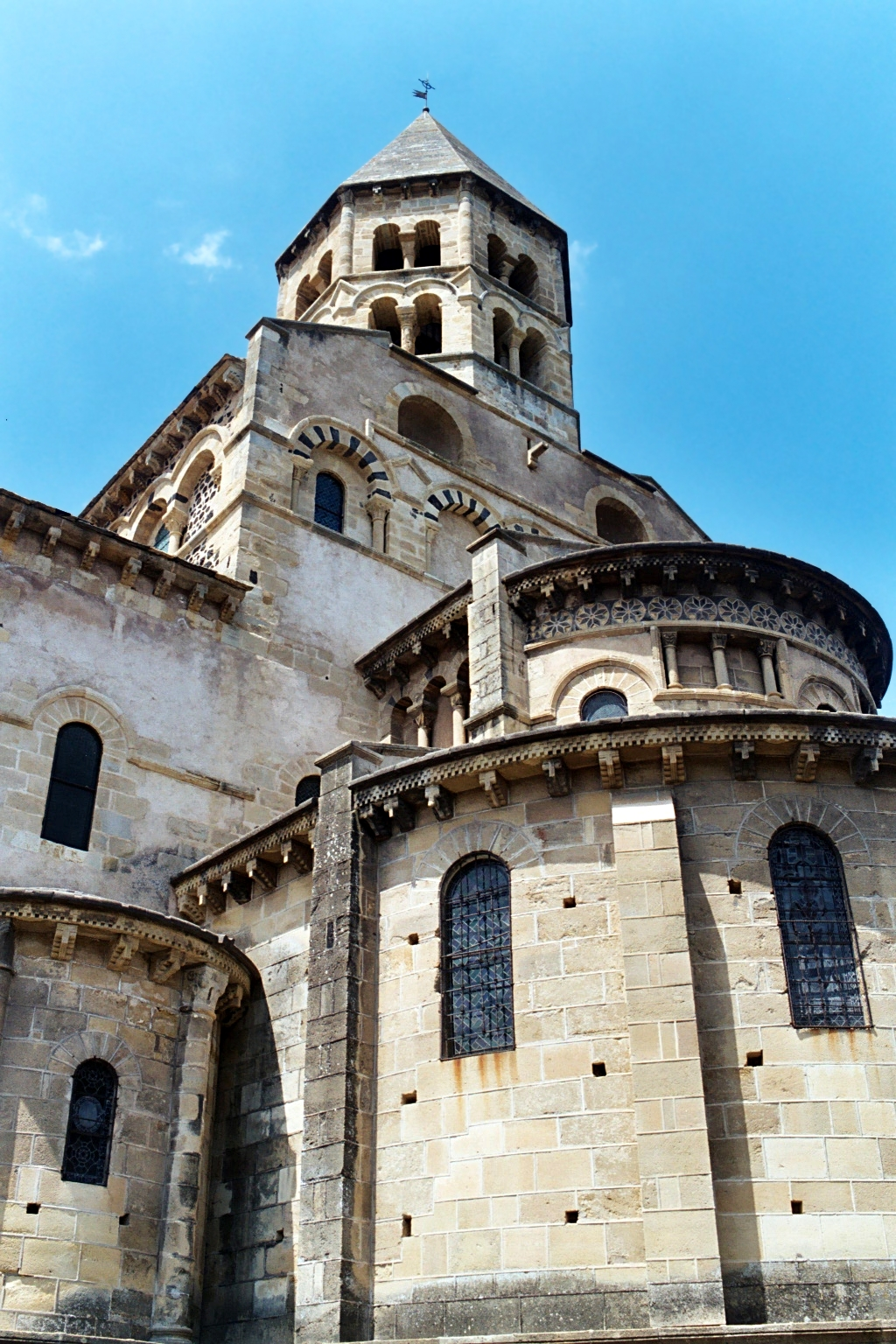
Son chevet.
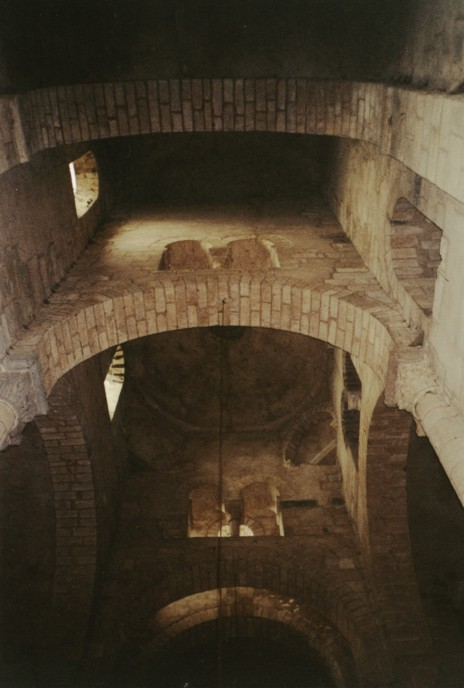
L'intérieur de l'église.
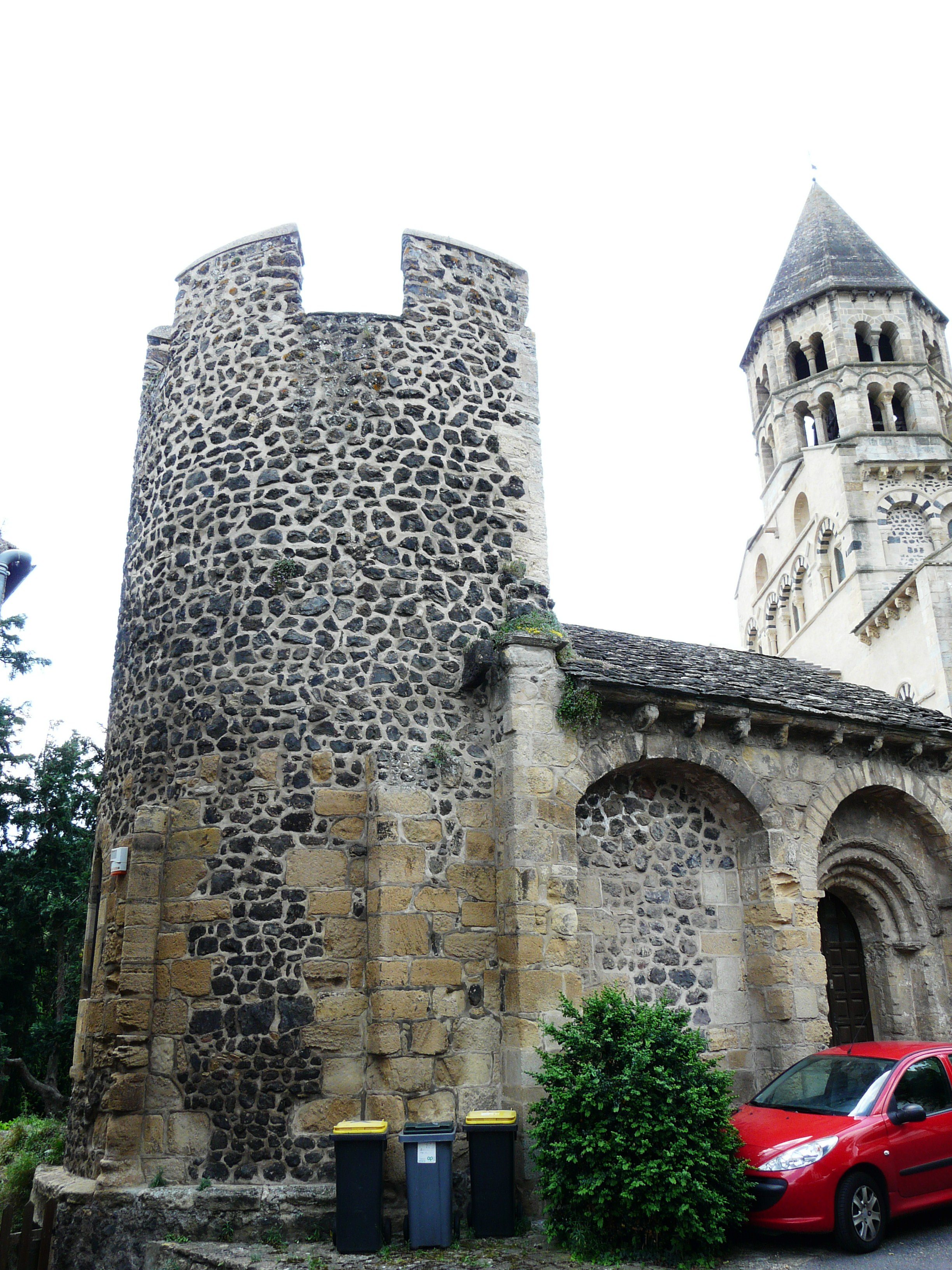
La chapelle Sainte-Magdeleine.
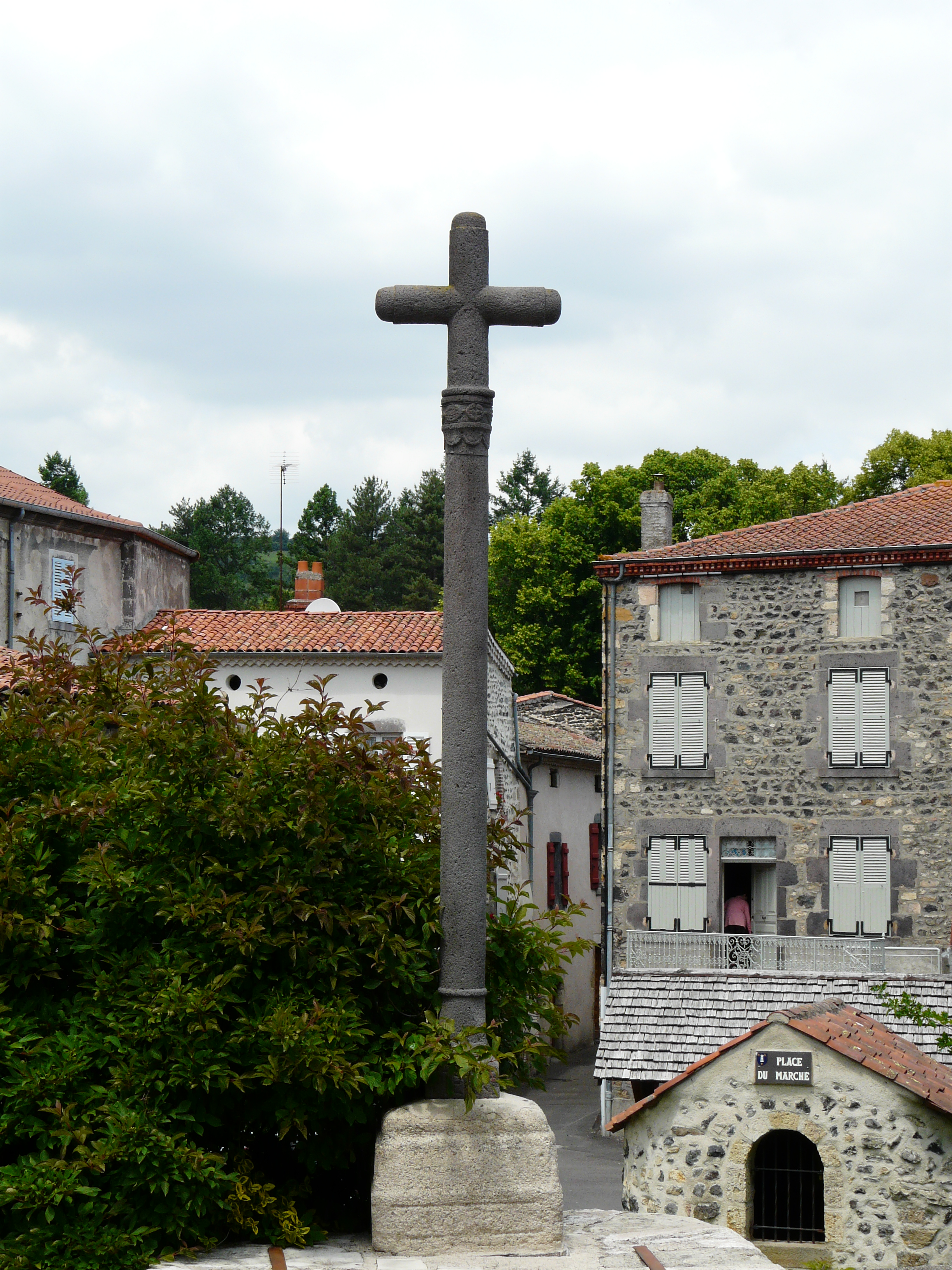
Croix en lave du XVIIe siècle.

### Personnalités liées à la commune
- Blanche Selva (1884-1942), pianiste, pédagogue et compositrice, est enterrée au cimetière de cette commune.
- Magdeleine Bérubet (1884-1970), dramaturge, résidait de temps en temps dans la commune[43].
- Cécile Coulon (née en 1990), écrivaine, poète, réside dans la commune.